# Втулкін Михайло Олексійович
Михайло Олексійович Втулкін (нар. 24 березня 1929, Похвістнєвський район, Російська СФРР — пом. 16 серпня 1991, Саранськ, Російська РФСР) — ерзянський поет, письменник, прозаїк, журналіст.

## Біографія
Михайло Втулкін народився 24 березня 1929 року в селі-висілках (відрубі) Дунаївка (нині неіснуюче) поблизу села Великий Толкай Похвистневського району Самарської області.
Любов до поезії проявилася дуже рано, в 4-5-річному віці. Старший брат навчався у школі і приносив додому книжки. «Муха цокотуха» К. І. Чуковського, «Багаж» С. А. Маршака та ін. Читав голосно, вголос, тому Міша запам'ятовував їх швидко, після чого переказував їх сусідам. Всі дивувалися, з якою легкістю, зовсім ще дитина, запам'ятовує такі довгі вірші. Читав маленький Міша вірші колгоспникам в полі, виступав на районних та обласних олімпіадах.
Не останню роль у вихованні поета зіграла його бабуся, Катерина Єремеївна Пиряєва, яка знала багато казок, пісень, голосінь. Вона була тим невичерпним джерелом, звідки Міша з дитинства пізнав поезію ерзянської народної казки.
В 7-річному віці залишився без батька. Батько, Олексій Гаврилович, вважався дуже грамотним для того часу. Він працював бухгалтером. Мати Ганна Нефедівна займалася сімейним господарству, в родині виховувалось четверо дітей.
Навчання Михайло починав у рідній Дунаївці, закінчив семирічку вже в селі Яблунівці. У 1948 році закінчив педагогічне училище у Великому Толкаї.
Вірші читав з будь-яких сцен, і в школі і технікумі. Служив на Тихому океані. Отримав звання капітан-лейтенанта. Після армії навчався в Саратовській юридичній школі, потім закінчив Мордовський державний університет.
Власні вірші почав писати в 1955 році, спочатку російською мовою. В такому починанні йому допоміг його вчитель, народний поет Мордовії Василь Радаєв. За його порадою, спробувавши писати ерзянською, Втулкін знайшов своє справжнє покликання. Через роки, Втулкіна назвали майстром ерзянського слова.
За своє життя встиг спробувати себе в різних професіях. Працював у прокуратурі, кореспондентом у газеті «Ерзяньська правда» [Архівовано 27 грудня 2011 у Wayback Machine.], нормувальником на ремзаводі. Керував літературним відділенням молодих ерзянських поетів при ерзянському журналі «Сятко».

## Літературні праці
Вірші, гуморески, фейлетони, літературні казки Втулкіна друкувалися в газетах і журналах з 1966 року. Написав книги для дітей: «Сиянь пей» («Срібний зуб», 1977), «Сырнень шка» («Золотий час», 1981), «Ведьбайгине» («Росинка», 1992). У 1986 році вірші М. О. Втулкина увійшли до колективної збірки «Світлячок». Разом з народним письменником Мордовії Василем Радаєвим уклав збірку ерзянських легенд, переказів і казок (1977). 
Писав оповідання, байки — «Али-баба ды ниленьгемень разбойникть» («Алі-баба і сорок розбійників»), «Овтонь кежть» («Ведмежа злість»), «Кши» («Хліб»), «Няка» («Лялька») тощо. У 1991 році у співавторстві видав книгу переказів та оповідань «Рав лангонь богатырь» («Волзький богатир») — про борця Михайла Борове. Михайло Втулкін — автор поеми «Эрзямас» («Арзамас»), творів «Эрзянь ава, зоря ава» («Эрзянка, зоря-жінка»), «Од таркав» («На нові місця») тощо.

## Досягнення
Багато його творів стали класикою ерзянської літератури для дітей.
Живучи в Саранську, М. О. Втулкін часто бував на батьківщині, в Похвістнєвському районі, і в Куйбишеві (нині Самара), зустрічався зі своїми земляками-письменниками — Василем Радаєвим, Серафимою Люлякіной, Числавом Журавльовим. Завдяки Втулкіну, підтримувався зв'язок письменників Мордовії з самарськими ерзянськими поетами і письменниками.